# Данилов (Тернопольская область)
Данилов — древнерусский город в Галицко-Волынском княжестве. Находился близ современного города Кременец в Шумском районе Тернопольской области.
Данилов был основан в первой половине XIII века князем Даниилом Галицким, который назвал его в свою честь. Располагавшийся на высоком холме с крутыми склонами Данилов должен был стать резиденцией князя, однако тот в конечном итоге перебрался в город Холм (ныне Хелм в Польше). В 1241 году Данилов, как и соседний Кременец, стал одним из немногих городов Руси, которые не были взяты проходившим близ него монгольским войском. Ипатьевская летопись сообщает, что Батый «видевъ же Кремянец и градъ Данилов, яко не возможно прияти емоу, и отиде от нихъ». По мнению Павла Раппопорта, это было связано с довольно высоким расположением города на Троицкой горе, превышающим возможности монгольских камнемётов. Тем не менее, в 1259 году укрепления Данилова по договору, заключённому между князем Львом Даниловичем и монгольским военачальником Бурундаем, подлежали разрушению.
Последнее письменное упоминание о Данилове датируется 1366 годом, когда Польское королевство и Великое княжество Литовское делили земли Галицко-Волынского княжества. В договоре между польским королём Казимиром III и литовским князем Любартом Данилов приписывается последнему. Вероятно, война за галицко-волынское наследство привела город в упадок и он в конечном итоге исчез. В последующие века вблизи места, где располагался древний город, продолжал существовать лишь Свято-Троицкий монастырь, разрушенный в XVI веке при одном из набегов крымских татар. До наших дней сохранилась каменная Троицкая церковь.
Точное местоположение древнего Данилова долгое время не удавалось установить. Это удалось лишь в 1968 году, когда археологическая экспедиция под руководством Павла Раппопорта локализовала летописный город на так называемой Даниловой (Троицкой) горе. В конце 1980-х годов на городище проводились раскопки, были найдены серебряные и бронзовые украшения, обломки стеклянных браслетов, глиняная посуда с клеймами в виде букв.